# Atelier Borgila
Atelier Borgila är en svensk silververkstad grundad 1921 av Erik Fleming. År 1959 övertogs firman av sonen Lars Fleming. År 2005 såldes företaget till silversmeden Henrik Ingemansson.
Företaget är kunglig hovleverantör och kunglig ordensjuvelerare, vilket innebär att man tillverkar alla ordensutmärkelser åt de kungliga riddarordnarna.

## Verk i urval
- 1957 - Kalk, Alsike kyrka